# Șorecar japonez
Șorecarul japonez (Buteo japonicus) este o pasăre de pradă de mărime medie spre mare, considerată uneori o subspecie a șorecarului comun (Buteo buteo), o specie foarte răspândită. Unii oameni de știință au considerat-o o specie distinctă începând din 2008, dar alții încă o consideră una sau trei subspecii. Este originar din Asia de Est și din unele părți ale Rusiei și Asiei de Sud, iar unele păsări iernează în Asia de Sud-Est. Este carnivoră.
Acesta include patru subspecii:
- B. j. burmanicus: se reproduce în Siberia, Mongolia, nordul Chinei și Coreea de Nord, iernează în Asia de Sud-Est
- B. j. japonicus: se reproduce numai în Japonia, iernează din sudul Japoniei până în sud-estul Chinei și Taiwan
- B. j. toyoshimai: Insulele Izu și Insulele Bonin
- B. j. oshiroi: Insulele Daito